# Bùi Quốc Khái
Bùi Quốc Khái (chữ Hán: 裴國愾 1141-1234) là một chính trị gia và trạng nguyên nho học người Việt Nam thời nhà Lý. Ông đỗ đầu khoa thi Tiến sĩ năm Trinh Phù thứ 10 (Ất Tỵ, 1185) dưới thời vua Lý Cao Tông (ở ngôi: 1176-1210) nước Đại Việt.

## Cuộc đời
Bùi Quốc Khái sinh năm Tân Dậu (1141). Về Quê quán của ông, sách Đại Việt sử ký toàn thư không ghi. Còn Lịch triều hiến chương loại chí, Khâm định Việt sử thông giám cương mục đều chép rằng biết Bùi Quốc Khái là người làng Bình Lãng, huyện Cẩm Giàng, phủ Thượng Hồng (nay là thôn Bình Phiên, xã Ngọc Liên, huyện Cẩm Giàng, tỉnh Hải Dương). 
Tuy nhiên, theo TS. Bùi Xuân Đính, thì tấm bia ở Văn chỉ làng Bằng Liệt, xã Hoàng Liệt, huyện Thanh Trì (nay đổi thành phường thuộc quận Hoàng Mai, thành phố Hà Nội) được lập trước hai cuốn sách trên khá lâu đã khẳng định Bùi Quốc Khái là người làng Bằng Liệt. Như vậy, có nhiều khả năng ông quê gốc ở đây nhưng về sau chuyển xuống làng Bình Lãng, và khi đi thi thì ông làm hồ sơ tại nơi ở hiện tại.
Theo sử liệu thì ông là người có tài, nhưng vì chán công danh nên không xin thi cử. Mãi đến năm Trinh Phù thứ 10 (1185), khi tuổi đã 45, ông mới đi ứng thí và đã đỗ đại khoa trong số 30 người trúng tuyển.
Sách Đại Việt sử ký toàn thư chép:
Ất Tỵ [Trinh Phù] năm thứ 10 [1185]. Mùa xuân, tháng Giêng, sĩ nhân trong cả nước, người nào từ 15 tuổi trở lên, mà thông thạo thi thư thì được vào hầu học ở Ngự điện. (Sau) lấy đỗ bọn Bùi Quốc Khái, Đặng Nghiêm (tổng cộng) 30 người, còn thì đều ở lại học.

Và theo nội dung văn bia thì Bùi Quốc Khái chỉ đỗ thứ hai trong kỳ thi Đình khoa Ất Tỵ (1185). Trích văn bia: 
Lúc đầu, hội tư văn mua một khu đất ở xóm Vĩnh Phúc dựng Từ chỉ làm nơi cúng tế lâu dài. Vị trùm trưởng cùng các thành viên trong hội xuất ruộng tư làm ruộng tế điền của hội để lưu truyền mãi mãi. Hàng năm cho người cày cấy lấy tiền lợi tức cúng tế. Cứ vào 12 tháng 2 chuẩn bị lễ vật dâng tế lên Từ chỉ cáo tế các chi vị: Tiến sĩ cập đệ, Đệ nhất giáp, Đệ nhị danh, Bảng nhãn Khoa Ất Tỵ, chức Ngự sử đài, Đô ngự sử Bùi tướng công (Quốc Khái) cùng các vị chức sắc trúng trường, viên mục, các hương sắc trên dưới cùng được phối hưởng, để khí thiêng hun đúc, nối dài thờ tự muôn ngàn vạn năm, mãi mãi trường tồn cùng trời đất. Nhân đó khắc lên bia đá để truyền về sau.
Sau khi đỗ đạt, ông được vua bổ nhiệm chức Nhập thị Kinh diên, giữ nhiệm vụ dạy Thái tử và hầu vua học. Ông làm quan ba triều: Lý Cao Tông, Lý Huệ Tông và Lý Chiêu Hoàng, trải đến chức Đô ngự sử. Sách Từ điển nhân vật lịch sử Việt Nam chép: Bùi Quốc Khái một lòng trung nghĩa, dày công giúp nước an dân. Gặp lúc triều chính đổ nát, gian thần lộng quyền, ông treo ấn từ quan, rồi xuất gia đầu Phật ở chùa Thiên Niên (gần Hồ Tây, Hà Nội)...
Ngày 18 tháng 1 năm Giáp Ngọ (1234) ông mất, thọ 93 tuổi.

## Tưởng nhớ
Thương tiếc ông, người dân tạo tượng thờ ông ở chùa Thiên Niên, và ghi danh ông trên "Thanh Bằng thịnh sự bia" (bia nói về sự thịnh vượng của làng Bằng Liệt), khắc ngày 18 tháng 2 năm Giáp Thìn, niên hiệu Cảnh Hưng thứ 45 (1784).
Tháng 12-2020, Ủy ban Nhân dân thành phố Hà Nội quyết định gắn biển "Phố Bùi Quốc Khái" cho một con phố ở Quận Hoàng Mai.